# Trafaria
Trafaria é uma vila portuguesa que foi sede da extinta Freguesia da Trafaria do Município de Almada, freguesia que tinha 5,73 km² de área e 5 696 habitantes (2011), e, por isso, uma densidade populacional de 994,1 habitantes/km².
A freguesia foi extinta em 2013, no âmbito de uma reforma administrativa nacional, tendo sido agregada à freguesia de Caparica para formar uma nova freguesia denominada União das Freguesias de Caparica e Trafaria com sede em Caparica.
A povoação de Trafaria foi elevada à categoria de vila em 1985.
A Trafaria fica localizada na margem esquerda do rio Tejo entre o Bico da Calha e o Portinho da Costa. Na Cova do Vapor (uma localidade com  casas em madeira, a maioria utilizada como segunda habitação) dá-se o encontro do rio Tejo com o Oceano Atlântico. Aos habitantes da Trafaria dá-se o nome de trafarienses.

## População
| 1930  | 1940  | 1950  | 1960  | 1970  | 1981  | 1991  | 2001  | 2011  |
| 3 186 | 3 713 | 3 361 | 3 191 | 5 796 | 6 553 | 6 785 | 5 946 | 5 696 |

Criada pelo decreto-lei nº 12.432, de 07/10/1926, com lugares da freguesia da Caparica. Pelo decreto-lei nº 37.301, de 12/02/1949, foi criada a freguesia da Costa da Caparica com lugares desta freguesia
| Distribuição da População por Grupos Etários | Distribuição da População por Grupos Etários | Distribuição da População por Grupos Etários | Distribuição da População por Grupos Etários | Distribuição da População por Grupos Etários | Distribuição da População por Grupos Etários | Distribuição da População por Grupos Etários | Distribuição da População por Grupos Etários | Distribuição da População por Grupos Etários | Distribuição da População por Grupos Etários |
| -------------------------------------------- | -------------------------------------------- | -------------------------------------------- | -------------------------------------------- | -------------------------------------------- | -------------------------------------------- | -------------------------------------------- | -------------------------------------------- | -------------------------------------------- | -------------------------------------------- |
| Ano                                          | 0-14 Anos                                    | 15-24 Anos                                   | 25-64 Anos                                   | > 65 Anos                                    |                                              | 0-14 Anos                                    | 15-24 Anos                                   | 25-64 Anos                                   | > 65 Anos                                    |
| 2001                                         | 950                                          | 779                                          | 3 149                                        | 1 068                                        |                                              | 16,0%                                        | 13,1%                                        | 53,0%                                        | 18,0%                                        |
| 2011                                         | 895                                          | 709                                          | 2834                                         | 1258                                         |                                              | 15,7%                                        | 12,4%                                        | 49,8%                                        | 22,1%                                        |

## História
Ao que tudo indica a origem da Trafaria  remonta a um  pequeno aglomerado de pescadores, sendo hoje aliás uma das actividades da população da Trafaria, se bem que em número reduzido.
Em 1565 (7 de agosto), o regente e cardeal D. Henrique, mandou edificar um lazareto na Trafaria. No dia 20 de Dezembro de 1695, estabeleceu-se na Trafaria, um lazareto destinado às quarentenas.
Em 23 de Janeiro de 1777, teve lugar, na Trafaria um episódio tristemente célebre. Um destacamento às ordens de Pina Manique e enviado pelo primeiro-ministro Marquês de Pombal (no reinado de D. José I) lançou fogo no aglomerado de cabanas, conhecido por "abarracamento", na Trafaria. A povoação da Trafaria foi entretanto reconstruída.
Entre a Trafaria e a Costa de Caparica existe um grande pinhal, de plantação relativamente recente (século XVIII), pertencente ao Estado, com o qual se pretendeu fixar as dunas da costa e com duas valas de drenagem enxugaram-se as terras pantanosas entre a Arriba Fóssil e o Oceano Atlântico.
Em 1873, estabeleceu-se na Trafaria, a fábrica de dinamite do engenheiro francês Combemale. No ano de 1901, a rainha D. Amélia (esposa do rei D. Carlos I) deslocou-se à Trafaria com o objectivo de inaugurar a primeira colónia balnear que existiu em Portugal.
Em 7 de Outubro é criada freguesia da Trafaria, com território desanexado da freguesia de Caparica.
Entre 1902 a 1909, construiu-se o conjunto defensivo da barra e porto de Lisboa: Alpena, 1 e 2 e Raposeira (lugar da freguesia de Trafaria) 1 e 2 que foi desativado mais tarde mas continuaram em uso as fortificações a volta do antigo lazareto. O Quartel da Trafaria foi aí inaugurado em 1905, construindo-se a seguir a Casa da Reclusão. Esta serviu de presídio militar para os monárquicos envolvidos na revolta do Monsanto, e este forte ficou associado à prisão de muitos civis e políticos que combateram a ditadura militar e o Estado Novo até a Revolução dos Cravos.
Na década de 1950, acentuou-se a recessão das areias do litoral da Cova do Vapor que irá fazer perder algumas centenas de hectares de praia e floresta de pinheiros. Em 1970, a Trafaria tinha 6 145 habitantes, para dez anos depois ter 6 489. Foi elevada a vila pela lei 79/85 de 26 de Setembro de 1985.

## Vida económica
Na Trafaria, as principais actividades económicas são os serviços, o comércio e a pesca. Na pesca destaca-se a apanha de amêijoa a partir das "chatas" com recurso a uma "gadanha" que é alada por intermédio dum "gingarelho". Este tipo de pesca é ilegal,  e o único meio de subsistência para muitos agregados familiares da região. Esta actividade, contudo é praticada por maioria das pessoas.

## Feiras, festas e romarias
- Festas populares (12, 24 e 29 de Junho)
- Festa da vila (1 a 9 de Julho)
- Festa do peixe e do marisco (Julho)

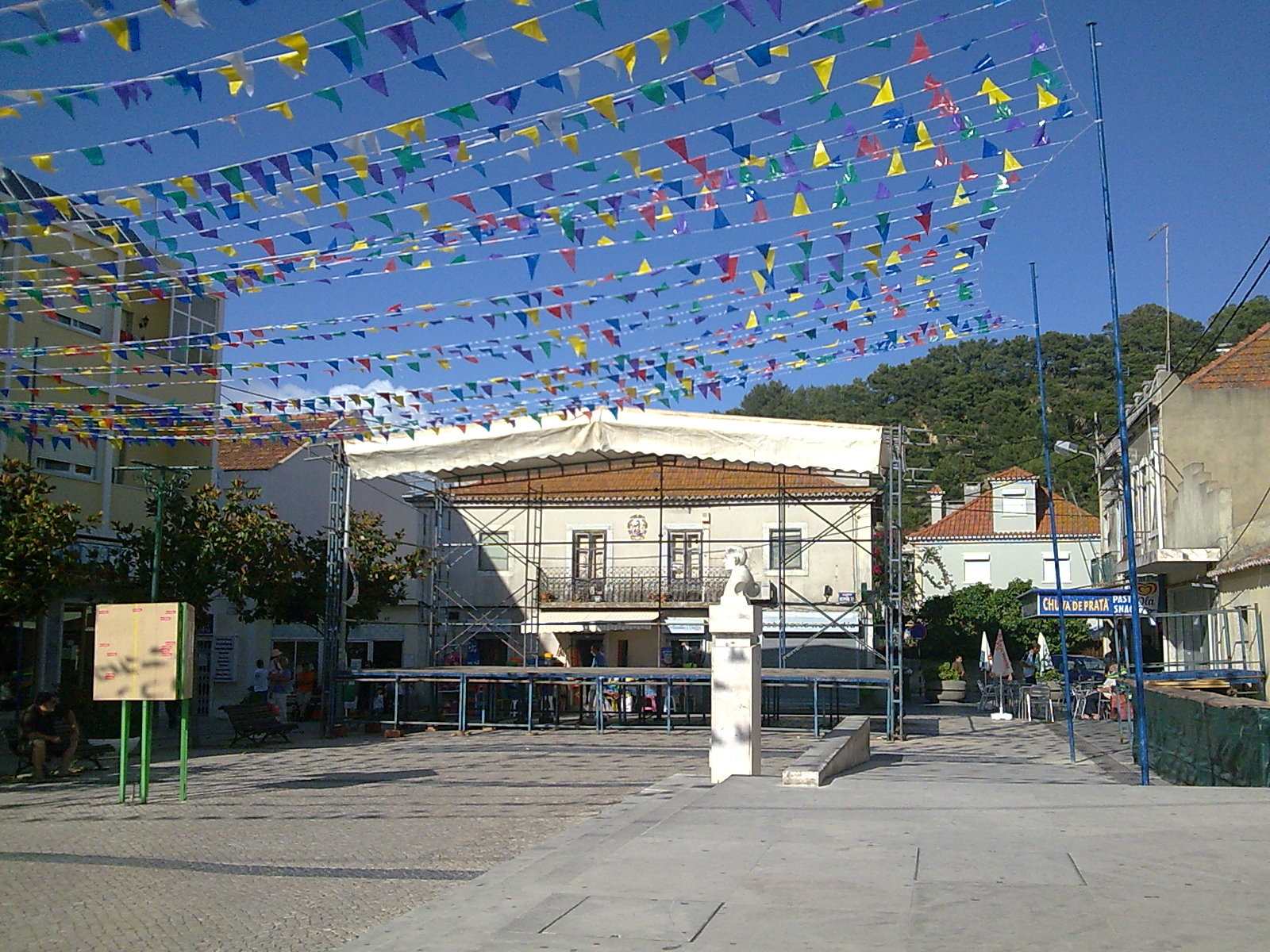
Festas de S. Pedro da Trafaria.

## Património arquitectónico
- Capela de Nossa Senhora do Carmo (Trafaria), na localidade de Murfacém
- Capela de Nossa Senhora da Conceição
- Coreto de Trafaria
- Forte de Nossa Senhora da Saúde da Trafaria
- Igreja de São Pedro
- Igreja Matriz de Trafaria
- Monumento ao Militar
- Monumento ao Padre Baltazar
- Presídio da Trafaria